# Serge Lutens
Serge Lutens (* 14. März 1942 in Lille, Frankreich) ist ein französischer Modeschöpfer, Parfümeur, Fotograf und Filmemacher. Heute ist er vor allem für das nach ihm benannte Modehaus und Parfümunternehmen bekannt.

## Karriere
Serge Lutens wuchs seit seiner frühen Kindheit bei wechselnden Pflegefamilien auf. Mit vierzehn Jahren begann Serge Lutens eine Lehre in einem Friseursalon in Lille. Lutens begann mit Make-up und Fotografie zu experimentieren und nutzte Freunde als Modelle. 1962 zog Lutens nach Paris, wo Vogue ihn engagierte. Inden folgenden 10 Jahren arbeitete er u. a. mit Richard Avedon, Bob Richardson, Guy Bourdin und Irving Penn zusammen. Im Jahr 1967 beauftragte Christian Dior Lutens mit der Kreation einer Make-up-Linie. 1973 wurde eine Serie von Fotografien von Serge Lutens, die von den Künstlern Claude Monet, Georges-Pierre Seurat, Pablo Picasso und Amedeo Modigliani inspiriert waren, im Guggenheim Museum in New York ausgestellt.
1974 drehte er den Kurzfilm „Les Stars“ und 1976 „Suaire“. Beide wurden beim Filmfestival in Cannes gezeigt. In den 1980er Jahren realisierte er verschiedene Werbekampagnen und Filme und entwarf Make-up und Verpackungen. Diese Arbeiten brachten ihm zwei 'Lions d’Or' beim Internationalen Werbefilmfestival ein. Im Jahr 2000 lancierte Lutens seine eigene Marke Parfums-Beaute Serge Lutens. Von 2001 bis 2004 wurde Lutens vier Jahre in Folge mit dem Fifi Award für das Beste Originale Konzept ausgezeichnet.
Lutens lebt in Marrakesch, Marokko.